# 第二次安倍內閣 (改組)
第二次安倍改組內閣（日语：／ Dainiji Abe Kaizō Naikaku */?）是日本安倍晉三就任第96任內閣總理大臣（首相）後，自2014年9月3日至2014年12月24日組成的內閣。
本屆內閣是由自由民主黨和公明黨組成的聯合政府。

## 內閣人事
第2次安倍内閣18名閣僚當中有12人被更換的大幅內閣改組。但是，包括內閣官房長官、副總理兼財相、外相、經濟再生相、文科相、國交相等主要閣僚獲得留任。
首次入閣的有8人。安倍首相以實現「使女性得以活躍的社會」為口號，積極起用女性作為閣僚。入閣女性人數達到5人，與第1次小泉內閣並列為有史以來最多。
在自民黨派閥安排方面，安倍所屬的清和政策研究會（町村派）最多有三人；平成研究會（額賀派）、宏池會（岸田派）、為公會（麻生派）、番町政策研究所（大島派）均為兩人，志帥會（二階派）一人，無派閥五人。其中石破茂雖為無派閥人士，但已被廣泛認為建立了實質派閥「無派閥聯絡會」。而近未来政治研究會（石原派）則無人入閣，黨執行部也沒有起用石原派成員，被認為遭到冷遇。有鄰會（谷垣集團）雖同樣無人入閣，但其領袖谷垣禎一被起用為自民黨幹事長這一關鍵黨職。
當初新設的「安全保障法制擔當大臣」一職，原本安倍首相有意讓石破茂擔任。但石破堅持應早日制定《國家安全保障基本法》，而安倍打算2015年才制定；石破以自己擔任安保法制擔當相可能導致閣內不一致為由，拒絕了出任。最後石破同意入閣，但轉為擔任「地方創生擔當大臣」。
安倍首相將內閣命名為「實行實現內閣」。

## 國務大臣
| 職位                                                                                | 姓名 | 姓名           | 所属                               | 特命事項等                                                                                               | 備註                                |
| ----------------------------------------------------------------------------------- | ---- | -------------- | ---------------------------------- | --- | ----------------------------------- |
| 內閣總理大臣                                                                        |      | 安倍晋三       | 眾議院 自由民主黨 （町村派）       | | 自由民主黨總裁                      |
| 副總理 財務大臣 內閣府特命擔當大臣 （金融擔當）                                     |      | 麻生太郎       | 眾議院 自由民主黨 （麻生派）       | 擺脫通貨緊縮擔當 內閣總理大臣臨時代理就任順位第1位（副總理）                                             | 留任                                |
| 總務大臣                                                                            |      | 高市早苗       | 眾議院 自由民主黨 （無派閥）       | |                                     |
| 法務大臣                                                                            |      | 松島綠         | 眾議院 自由民主黨 （町村派）       | | 初入閣 2014年10月20日辞任           |
| 法務大臣                                                                            |      | （山谷惠里子） | 眾議院 自由民主黨 （町村派）       | （臨時代理）                                                                                             | 2014年10月20日指定 2014年10月21日免 |
| 法務大臣                                                                            |      | 上川陽子       | 眾議院 自由民主黨 （岸田派）       | | 2014年10月21日就任                  |
| 外務大臣                                                                            |      | 岸田文雄       | 眾議院 自由民主黨 （岸田派）       | 內閣總理大臣臨時代理就任順位第5位                                                                        | 留任                                |
| 文部科学大臣                                                                        |      | 下村博文       | 眾議院 自由民主黨 （町村派）       | 教育再生擔當 國立國會圖書館 聯絡調整委員會委員 東京奧運會·殘奧會擔當                                     | 留任                                |
| 厚生勞動大臣                                                                        |      | 鹽崎恭久       | 眾議院 自由民主黨 （岸田派）       | |                                     |
| 農林水產大臣                                                                        |      | 西川公也       | 眾議院 自由民主黨 （二階派）       | | 初入閣                              |
| 經濟產業大臣 內閣府特命擔當大臣 （原子能損害賠償支援機構擔當）                      |      | 小淵優子       | 眾議院 自由民主黨 （額賀派）       | 原子能經濟被害擔當 產業競争力擔當                                                                        | 2014年10月20日辞任                  |
| 經濟產業大臣 內閣府特命擔當大臣 （原子能損害賠償支援機構擔當）                      |      | （高市早苗）   | 眾議院 自由民主黨 （無派閥）       | （臨時代理）                                                                                             | 2014年10月20日指定 2014年10月21日免 |
| 經濟產業大臣 內閣府特命擔當大臣 （原子能損害賠償支援機構擔當）                      |      | 宮澤洋一       | 參議院 自由民主黨 （岸田派）       | | 初入閣 2014年10月21日就任           |
| 國土交通大臣                                                                        |      | 太田昭宏       | 眾議院 公明黨                      | 水循環政策擔當                                                                                           | 公明黨議長 留任                     |
| 環境大臣 內閣府特命擔當大臣 （原子能防災擔當）                                      |      | 望月義夫       | 眾議院 自由民主黨 （岸田派）       | | 初入閣                              |
| 防衛大臣                                                                            |      | 江渡聰德       | 眾議院 自由民主黨 （大島派）       | 安全保障法制擔當                                                                                         | 初入閣                              |
| 內閣官房長官                                                                        |      | 菅義偉         | 眾議院 自由民主黨 （無派閥）       | 沖繩基地負担減輕擔當 內閣總理大臣臨時代理就任順位第2位                                                   | 留任                                |
| 復興大臣                                                                            |      | 竹下亘         | 眾議院 自由民主黨 （額賀派）       | 福島核電站事故再生總括擔當                                                                               | 初入閣                              |
| 國家公安委員會委員長 內閣府特命擔當大臣 （防災擔當）                                |      | 山谷惠里子     | 參議院 自由民主黨 （町村派）       | 綁架問題擔當 國土強韌化擔當 海洋政策擔當 領土問題擔當                                                    | 初入閣                              |
| 內閣府特命擔當大臣 （沖繩及北方對策擔當） （科學技術政策擔當） （宇宙政策擔當）     |      | 山口俊一       | 眾議院 自由民主黨 （麻生派）       | 情報通信技術（IT）政策擔當 再挑戰擔當 酷日本戰略擔當                                                     | 初入閣                              |
| 內閣府特命擔當大臣 （消費者及食品安全擔當） （少子化對策擔當） （男女共同參與擔當） |      | 有村治子       | 參議院 自由民主黨 （大島派）       | 行政改革擔當 女性活躍擔當 國家公務員制度擔當                                                             | 初入閣                              |
| 內閣府特命擔當大臣 （經濟財政政策擔當）                                             |      | 甘利明         | 眾議院 自由民主黨 （無派閥）       | 經濟再生擔當 社會保障和稅制一体化改革擔當 跨太平洋經濟夥伴關係協議擔當 內閣總理大臣臨時代理就任順位第3位 | 留任                                |
| 內閣府特命擔當大臣 （國家戰略特別區域擔當）                                         |      | 石破茂         | 眾議院 自由民主黨 （無派閥聯絡會） | 地方創生擔當 內閣總理大臣臨時代理就任順位第4位                                                           |                                     |

- 2014年9月3日任命（留任者除外）。

## 內閣官房副長官、內閣法制局長官
| 職位           | 姓名     | 所属等                       |
| -------------- | -------- | ---------------------------- |
| 內閣官房副長官 | 加藤勝信 | 眾議院／自由民主黨（額賀派） |
| 內閣官房副長官 | 世耕弘成 | 參議院／自由民主黨（町村派） |
| 內閣官房副長官 | 杉田和博 | 前內閣危機管理監             |
| 內閣法制局長官 | 橫畠裕介 | 前內閣法制次長               |

- 全部都是留任

## 內閣總理大臣補佐官
| 職位                                                                  | 姓名       | 所属                |
| --------------------------------------------------------------------- | ---------- | ------------------- |
| 內閣總理大臣補佐官 （故鄉擔當）                                       | 木村太郎   | 眾議院 自由民主黨   |
| 內閣總理大臣補佐官 （國家安全保障會議及選舉制度擔當）                 | 礒崎陽輔   | 參議院 自由民主黨   |
| 內閣總理大臣補佐官 （國政重要課題擔當）                               | 衛藤晟一   | 參議院 自由民主黨   |
| 內閣總理大臣補佐官 （政策企劃擔當）                                   | 長谷川榮一 | 民間 內閣廣報官     |
| 內閣總理大臣補佐官 （國土強韌化及復興等社會資本整備和地域活性化擔當） | 和泉洋人   | 民間 前內閣官房參與 |

- 全部都是留任

## 腳註及參考
1. ↑  （页面存档备份，存于） （页面存档备份，存于）  （页面存档备份，存于） 讀賣新聞 2014年9月4日
2. ↑   的存檔，存档日期2014-09-04. 中日新聞 2014年9月3日
3. ↑  （页面存档备份，存于）  （页面存档备份，存于） 讀賣新聞 2014年9月3日
4. ↑  （页面存档备份，存于） [未定义] 错误：{{Lang}}：无效参数：|初入閣8人、民間ゼロ=（帮助） （页面存档备份，存于） 時事通信社 2014年9月3日
5. ↑   （页面存档备份，存于） 產經新聞 2014年9月3日